# Tartar umak
Tartar umak je vrsta umaka spravljena od majoneze i trnovitog kapara, po mogućnosti i kiselih krastavaca, kopra i peršina. Potječe iz Francuske.
Čest je sastojak jela s morskim plodovima: poslužuje se uz kamenice, fish and chips, riblje štapiće, riblje sendviče, pržene lignje.
Nazvan je po Tartarima, narodima srednjoazijskih prostranstava.